# Dany Priso

a Compétitions nationales et continentales officielles uniquement.

b Matchs officiels uniquement.
Dernière mise à jour le 1 mai 2025.
Dany Priso, né le 2 janvier 1994 à Loum (Cameroun), est un joueur international français d'origine camerounaise de rugby à XV, jouant au poste de pilier gauche au RC Toulon.
Il remporte la Coupe d'Europe avec le Stade rochelais en 2022. Avec le RC Toulon, il remporte la Challenge Cup en 2023. 

## Biographie

### Jeunesse et formation
Né à Loum, au Cameroun, il arrive en France à l’âge de 11 ans avec sa mère. Ils s'installent en Corrèze, à Ussel. Il commence la pratique du rugby à XV à l'Union sportive usselloise.
Il acquiert la nationalité française par naturalisation le 18 décembre 2012.

### Carrière en club
En 2016, Dany Priso quitte le Stade français pour rejoindre le Stade rochelais. Il s'engage avec le club rochelais pour deux saisons.
En mars 2022, il décide de quitter La Rochelle après l'arrivée à son poste de Thierry Paiva et la prolongation de Reda Wardi. Il rejoint alors le RC Toulon où il signe un contrat de trois ans à partir de la saison 2022-2023. Dès sa première saison il atteint la finale du Challenge européen où son équipe affronte les Glasgow Warriors. Pour cette rencontre, il est titulaire en première ligne aux côtés de Teddy Baubigny et Beka Gigashvili et son équipe l'emporte sur le score de 43 à 19,.

### Carrière internationale
Dany Priso est sélectionné en équipe de France pour jouer le 14 novembre 2017 contre les All Blacks au Groupama Stadium. Ce match qui se déroule sans les principaux joueurs de l'équipe de France ne compte pas comme une sélection officielle.
Il honore sa première cape internationale en équipe de France le 3 février 2018 contre l'Irlande lors du Tournoi des Six Nations 2018, à la suite de la prise de fonction du nouveau sélectionneur Jacques Brunel. Il est dès lors régulièrement remplaçant sur le côté gauche de la première ligne en équipe de France.
Malgré sa présence initiale dans la liste des 31 joueurs appelés à disputer la Coupe du monde 2019 au Japon, il est écarté dans la liste finale au profit de Cyril Baille.
Début janvier 2023, il est de nouveau appelé en équipe de France, par Fabien Galthié, pour participer au Tournoi des Six Nations 2023,. Cependant la semaine précédent la première journée du Tournoi il n'est pas rappelé et est remplacé par Clément Castets.
Le 4 février 2024, à la suite du forfait de Reda Wardi, il est rappelé par Fabien Galthié pour préparer le match du Tournoi des Six Nations contre l'Écosse.

## Palmarès
- Stade rochelais
  - Finaliste du Challenge européen en 2019
  - Finaliste de la Coupe d'Europe en 2021
  - Finaliste du Championnat de France en 2021
  - Vainqueur de la Coupe d'Europe en 2022
- RC Toulon
  - Vainqueur de la Challenge Cup en 2023